# Masebewa
Masebewa is een bestuurslaag in het regentschap Sikka van de provincie Oost-Nusa Tenggara, Indonesië. Masebewa telt 2409 inwoners (volkstelling 2010).